# Hemilaophonte clysmae
Hemilaophonte clysmae är en kräftdjursart som beskrevs av Por och Ernst Marcus 1972. Hemilaophonte clysmae ingår i släktet Hemilaophonte och familjen Laophontidae. Inga underarter finns listade i Catalogue of Life.